# David Finch
David Finch (Canada, 19 maggio 1972) è un fumettista canadese.
Attivo dagli anni novanta, Finch è cresciuto artisticamente nella scuderia della Top Cow Productions, per la quale ha lavorato su serie come Cyberforce e Darkness, per poi passare alla Marvel Comics, realizzando le illustrazioni per personaggi come Moon Knight e i Vendicatori e, in seguito, alla DC Comics, con la quale si dedica anche al progetto Rinascita.

## Carriera
David Finch iniziò la sua carriera come allievo di Marc Silvestri, fondatore della Top Cow Productions, che gli offrì il posto di artista sulla serie Cyberforce, all'epoca vacante dopo l'abbandono dello stesso Silvestri.
Nel 2003, Finch approdò alla Marvel Comics, realizzando le matite per un lungo ciclo di storie sulla serie Ultimate X-Men, scritta da Brian Michael Bendis. La collaborazione tra i due continuò nel 2004, quando la Marvel li scelse per il rilancio dei Vendicatori. La coppia produsse il crossover Vendicatori divisi, per poi rilanciare la testata sotto il titolo dei Nuovi Vendicatori. Finch realizzerà i disegni dei primi sei numeri della serie (l'arco narrativo Breakout), tornando per tre albi, dall'11 al 13, sulla saga Ronin.
Nel 2006, venne chiamato a disegnare la nuova serie che avrebbe rilanciato il personaggio di Moon Knight, insieme allo scrittore Charlie Huston. Nello stesso anno, illustrò il quarto episodio della miniserie Capitan America: Morte di un eroe, in cui vari personaggi Marvel rappresentano le varie fasi del lutto. Finch lavorò sul capitolo dedicato all'Uomo Ragno, intitolato Depressione.
Nel 2008, Finch ritornò all'universo Ultimate, coadiuvando Jeph Loeb nella miniserie evento Ultimatum. Nello stesso periodo realizzò le copertine per albi come World War Hulk, X-Men: Legacy, Messiah Complex, Secondo avvento (di cui disegnò anche il primo capitolo) e X-Infernus, e gli venne commissionata la copertina dell'album Indestructible, della band Disturbed.
Nel gennaio 2010 Finch lasciò la Marvel per firmare un contratto in esclusiva con la DC Comics, per la quale, oltre a realizzare diverse copertine, lavorò ad una nuova serie dedicata a Batman, di cui curò anche i testi, intitolata Batman: The Dark Knight.
Dal 2011 Finch disegna su testi di Paul Jenkins, la serie Batman: The Dark Knight.
Dal 2016 collabora nel progetto Rinascita DC, occupandosi della testata dedicata a Batman.
Nel 2017 vince, insieme allo scrittore Tom King, il premio Best Short Story agli Eisner Awards (tra i più prestigiosi riconoscimenti statunitensi nel campo dei fumetti) per l'opera "Good Boy" in Batman Annual #1.

## Opere

### Sceneggiatore
- Ascension, nn. 1-11 (1997–1999)
- Batman: The Dark Knight, nn. 1 e seguenti (2010)

### Disegnatore
- Codename: Strykeforce, n. 7 (1994)
- Cyberforce, nn. 24–29, 31, Annual n. 1 (1994–1997)
- Tales of the Witchblade, n. 2 (con Billy Tan) (1997)
- Ascension, nn. 1-11 (1997–1999)
- Darkness, nn. 20-21, 39 (1999–2001)
- Aphrodite IX, nn. 0-2 (con Clarence Lansang), 3 (2000–2001)
- Call of Duty: The Brotherhood, nn. 1–6 (2002)
- Ultimate X-Men nn. 27–28, 30, 34–45 (2003–2004)
- Daredevil, vol. 2, n. 65 (2004)
- Vendicatori divisi (Avengers Disassembled), in Vendicatori nn. 500–503 (2004)
- Nuovi Vendicatori (The New Avengers), nn. 1–6, 11–13 (2005)
- Spider-Man Unlimited, vol. 3, n. 14 (2006)
- Moon Knight, vol. 5, nn. 1–8 (2006–2007)
- Capitan America: Morte di un eroe, Capitolo IV: Depressione (Fallen Son: The Death of Captain America) (2007)
- Ultimatum (2008-2009)
- Wolverine, n. 900 (2010)
- Secondo avvento (X-Men: Second Coming), n. 1 (2010)
- Batman, n. 700 (2010)
- Batman: The Return, n. 1 (2010)
- Superman: War of the Supermen, n. 0 (2010)
- Superman/Batman, n. 75 (2010)
- Batman: The Dark Knight, nn. 1 e seguenti (2011)
- Batman Rinascita (2016–)

## Riconoscimenti
- Premio Yellow Kid al Salone Internazionale dei Comics (2000)